# 小行星25212
小行星25212（25212 Ayushgupta）是一颗绕太阳运转的小行星，为主小行星带小行星。该小行星于1998年9月19日发现。

## 轨道参数
小行星25212的轨道半长轴为403 693 132 km，2.6984835 UA，离心率为0.021。